# John LaFarge
John LaFarge (Nova Iorque, 31 de março de 1835 – Providence, 14 de novembro de 1910) foi um pintor, fabricante de vitrais, decorador e escritor estadunidense.
Sepultado no Green-Wood Cemetery.

## Obras

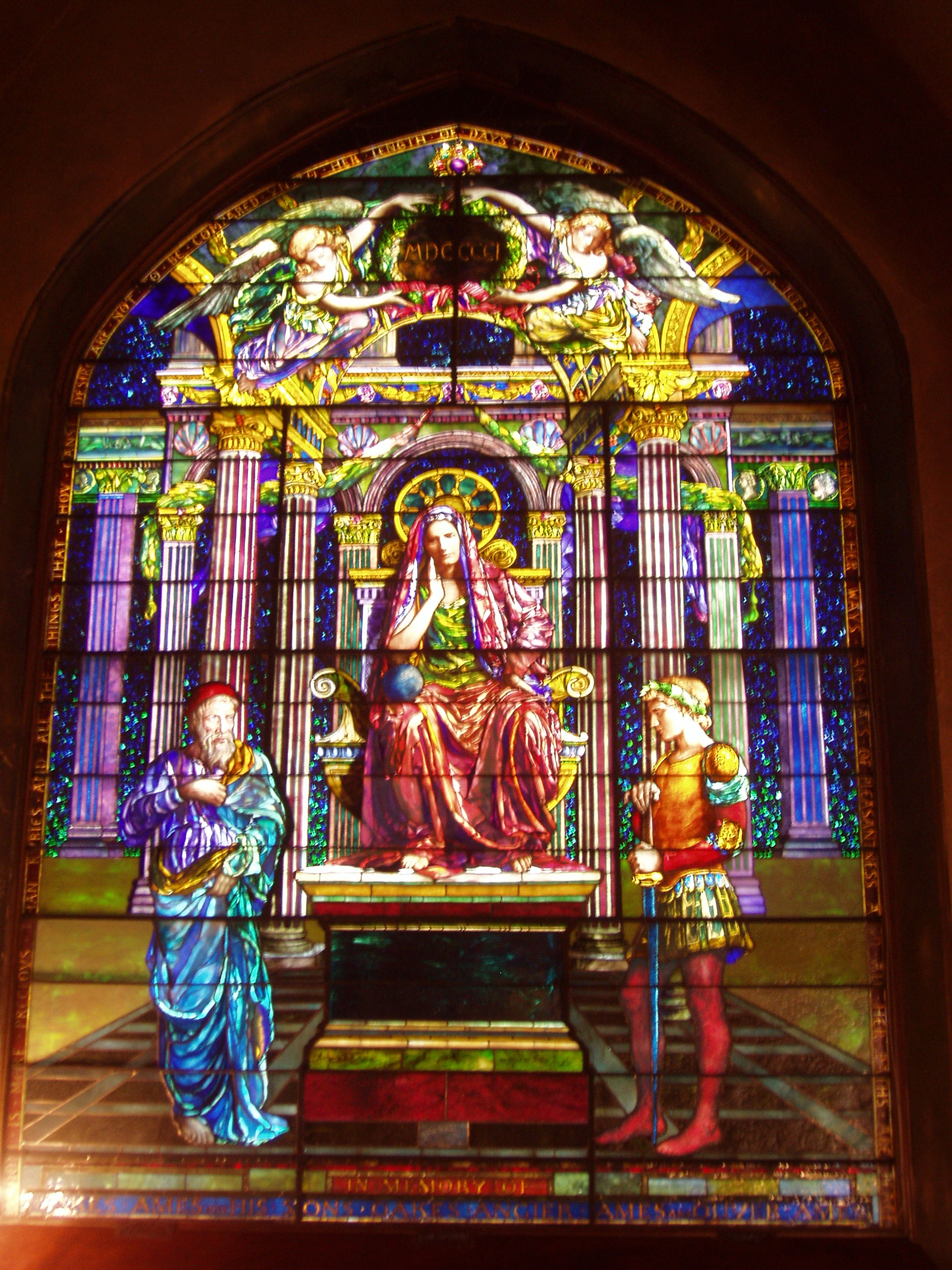
Wisdom Window, 1901.
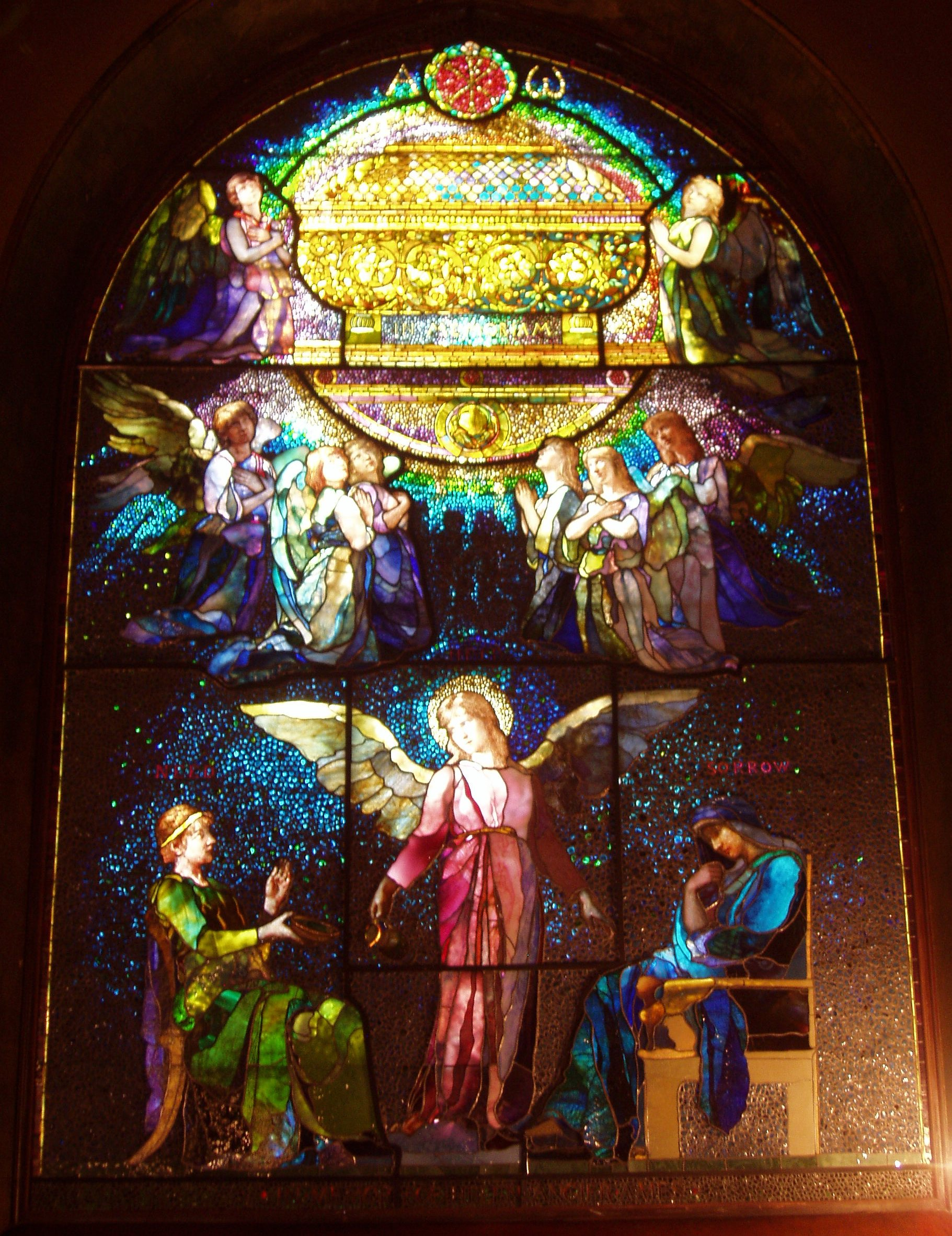
Angel of Help, 1886.

- The American Art of Glass (um panfleto)
- Considerations on Painting (Nova York, 1895)
- An Artist's Letters from Japan (Nova York, 1897)
- The Great Masters (Nova York)
- Hokusai: a talk about Japanese painting (Nova York, 1897)
- The Higher Life in Art (Nova York, 1908)
- One Hundred Great Masterpieces
- The Christian Story in Art
- Letters from the South Seas (não publicado)
- Correspondence (não publicado)